# Мохсен Бенгар
Мохсен Бенгар (перс. محسن بنگر‎‎; нар. 6 липня 1979, Ноушехр, Іран) — іранський футболіст та футбольний тренер, виступав на позиції центрального захисника.

## Клубна кар'єра

### Ранні роки
Футбольну кар'єру розпочав у клубі «Нассаджи Мазандаран», потім перебрався до «Шамушака» (Ноушехр). У 2004 році перейшов до «Сепахана», з яким двічі вигравав Кубок Хазфі. Разом з командою виступав у Лізі чемпіонів АФК та на Клубному чемпіонаті світу. У сезоні 2008/09 років пропустив більшість матчів через травму, наступного сезону до команди приєднався Джаляль Хоссейні, проте незважаючи на це Мохсен був основним гравцем. Разом з «Сепаханом» тричі поспіль виграв титул переможця чемпіонату Ірану (2010, 2011, 2012). Анонсував свій відхід з команди по завершенні сезону 2011/12 років (після 8 років у футболці «Сепахана)».

### «Персеполіс»

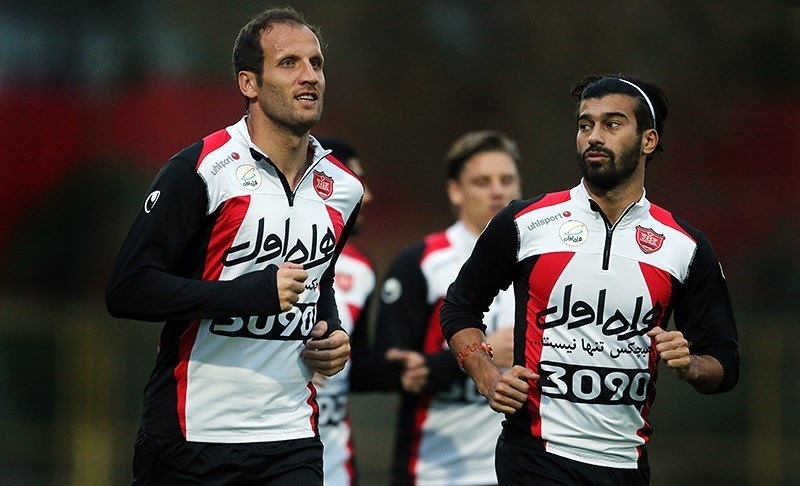
Мохсен Бенгар та Рамін Резеян під час тренування «Персеполіса».

Підписав з «червоними» 2-річний контракт, до завершення сезону 2013/14 років. 24 травня 2014 року продовжив угоду з «Персеполісом» на два роки, до 2016 року. Дебютним голом за команду відзначився 4 вересня 2014 року в програному (1:3) поєдинку проти «Трактор Сазі». На міжнародній арені дебютним голом за «Персеполіс» відзначився 24 лютого 2015 року в переможному (3:0) поєдинку Ліги чемпіонів АФК проти «Лехвії».

### Клубна статистика
Станом на 8 May 2018.
| Клуб              | Дивізіон          | Сезон             | Ліга  | Ліга | Кубок Хазфі | Кубок Хазфі | Азія  | Азія | Загалом | Загалом |
| Клуб              | Дивізіон          | Сезон             | Матчі | Голи | Матчі       | Голи        | Матчі | Голи | Матчі   | Голи    |
| ----------------- | ----------------- | ----------------- | ----- | ---- | ----------- | ----------- | ----- | ---- | ------- | ------- |
| «Шамушак»         | Про-ліга          | 2003–04           | 22    | 2    |             |             | –     | –    |         |         |
| «Сепахан»         | Про-ліга          | 2004–05           | 22    | 0    |             |             | 5     | 1    |         |         |
| «Сепахан»         | Про-ліга          | 2005–06           | 26    | 0    | 0           | 0           | –     | –    | 26      | 0       |
| «Сепахан»         | Про-ліга          | 2006–07           | 22    | 4    | 2           | 0           | 10    | 0    | 34      | 4       |
| «Сепахан»         | Про-ліга          | 2007–08           | 29    | 2    | 2           | 0           | 4     | 0    | 35      | 2       |
| «Сепахан»         | Про-ліга          | 2008–09           | 18    | 0    | 1           | 0           | 4     | 0    | 23      | 0       |
| «Сепахан»         | Про-ліга          | 2009–10           | 32    | 1    | 2           | 0           | 5     | 1    | 39      | 2       |
| «Сепахан»         | Про-ліга          | 2010–11           | 28    | 4    | 4           | 0           | 8     | 0    | 40      | 4       |
| «Сепахан»         | Про-ліга          | 2011–12           | 28    | 1    | 1           | 0           | 7     | 2    | 36      | 3       |
| «Персеполіс»      | Про-ліга          | 2012–13           | 24    | 0    | 5           | 0           | –     | –    | 29      | 0       |
| «Персеполіс»      | Про-ліга          | 2013–14           | 29    | 0    | 2           | 0           | –     | –    | 31      | 0       |
| «Персеполіс»      | Про-ліга          | 2014–15           | 23    | 2    | 3           | 1           | 4     | 1    | 30      | 4       |
| «Персеполіс»      | Про-ліга          | 2015–16           | 23    | 0    | 3           | 0           | –     | –    | 28      | 0       |
| «Трактор Сазі»    | Про-ліга          | 2016–17           | 15    | 0    | 0           | 0           | –     | –    | 15      | 0       |
| «Нафт Тегеран»    | Про-ліга          | 2017–18           | 23    | 4    | 1           | 0           | –     | –    | 24      | 4       |
| «Парс Джонубі»    | Про-ліга          | 2018–19           | 8     | 1    | 0           | 0           | –     | –    | 8       | 1       |
| Усього за кар'єру | Усього за кар'єру | Усього за кар'єру | 372   | 21   |             |             | 47    | 5    |         |         |

- Гольові передачі

| Сезон   | Команда      | Асисти |
| ------- | ------------ | ------ |
| 2005–06 | «Сепахан»    | 2      |
| 2007–08 | «Сепахан»    | 1      |
| 2009–10 | «Сепахан»    | 3      |
| 2010–11 | «Сепахан»    | 1      |
| 2011–12 | «Сепахан»    | 2      |
| 2012–13 | «Персеполіс» | 1      |
| 2013–14 | «Персеполіс» | 0      |
| 2014–15 | «Персеполіс» | 0      |

## Кар'єра в збірній
У футболці національної збірної Ірану дебютував 2003 року. До складу збірної запрошувався регулярно, проте ігрового часу отримував небагато. Після вдалих матчів за «Сепахан» почав грати частіше, зокрема вийшов у стартовому скалі поєдинку кваліфікації чемпіонату світу 2010 року проти Кувейту. Разом з Командою Меллі виграв Чемпіонат Федерації футболу Західної Азії 2008 року. Зіграв на Кубок Азії 2011 року в поєдинку проти ОАЕ.

## Досягнення

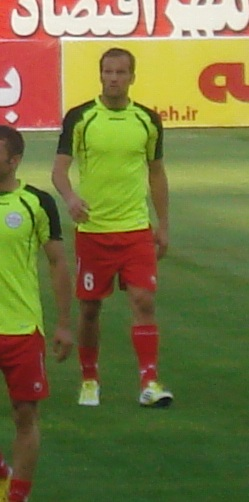
Бенгар у поєдинку проти «Нафт Тегеран», 23 серпня 2013 року

### Клубні
«Сепахан»
- Про-ліга Ірану
  -  Чемпіон (3): 2009/10, 2010/11, 2011/12
  -  Срібний призер (1): 2007/08

- Кубок Хазфі
  -  Володар (2): 2005/06, 2006/07

- Ліга чемпіонів АФК
  -  Фіналіст (1): 2007

«Персеполіс»
- Про-ліга Ірану
  -  Срібний призер (2): 2013/14, 2015/16

- Кубок Хазфі
  -  Фіналіст (1): 2012/13

### Міжнародні
збірна Ірану
- Чемпіонат Західної Азії
  -  Чемпіон (1): 2008